# هوگی فیوری
هوگی فیوری (انگلیسی: Hughie Fury؛ زادهٔ ۱۸ سپتامبر ۱۹۹۴) بوکسور اهل بریتانیا است. او پسر عموی تایسون فیوری است.